# ハンマーヘッド (原子力潜水艦)
|               |                                                 |
| 艦歴          |                                                 |
| 発注:         | 1964年5月28日                                   |
| 起工:         | 1965年11月29日                                  |
| 進水:         | 1967年4月14日                                   |
| 就役:         | 1968年6月28日                                   |
| 退役:         | 1995年4月5日                                    |
| 除籍:         | 1995年4月5日                                    |
| その後:       | 原子力艦再利用プログラム                        |
| 性能諸元      |                                                 |
| 排水量:       | 基準：3,860トン、満載：4,268トン                |
| 全長:         | 89.1 m (292.25 ft)                              |
| 全幅:         | 9.7 m (31.7 ft)                                 |
| 吃水:         | 8.7 m (28.7 ft)                                 |
| 潜航限界深度: | 1,300ft (400m)                                  |
| 機関:         | S5W reactor、1軸推進、15,000 shp(11) MW         |
| 最大速:       | 水上15ノット (28 km/h)、 水中25ノット (46 km/h) |
| 兵員:         | 士官14名、兵員95名                              |
| 兵装:         | 21インチ魚雷発射管4基                           |
| モットー:     |                                                 |

ハンマーヘッド (USS Hammerhead, SSN-663) は、アメリカ海軍の原子力潜水艦。スタージョン級原子力潜水艦の15番艦。艦名はシュモクザメに因む。その名を持つ艦としてはガトー級潜水艦77番艦(SS-364)以来2隻目。

## 艦歴
ハンマーヘッドの建造は1964年5月28日にバージニア州ニューポート・ニューズのニューポート・ニューズ造船所に発注される。1965年11月29日に起工し、1967年4月14日にO・クラーク・フィッシャー夫人によって命名、進水し、1968年6月28日に艦長E・フレデリック・マーフィー・ジュニア中佐の指揮下就役した。
ハンマーヘッドは1981年に大西洋艦隊においてマージョリー・ステレット戦艦基金賞を受賞した。
映画『レッド・オクトーバーを追え!』の撮影に先立って、原作者のトム・クランシーがハンマーヘッドに乗艦した。ソナー室においてスクリーンの鉛筆印を拭き取るのにトイレットペーパーが使用されているのを見た彼は、映画ではそれとは対照になるハイテク設備の描写を行うと語り、実際そのような描写がなされることとなった。
ハンマーヘッドの最後の艦長はカール・ハスリンガー中佐であった。ハンマーヘッドは1995年4月5日に退役し、同日除籍された。その後ワシントン州ブレマートンで原子力艦再利用プログラムの下に解体が始まり、1995年11月22日に作業は完了した。